# Isla Los Chimús
La Isla Los Chimús, también conocida como Isla La Viuda,  es una isla perteneciente al Perú situada en el océano Pacífico, frente a la costa del departamento de Áncash. Se localiza a unos 4 km al norte de la isla Tortuga y a unos 2 km al sur de la punta Tayta Justo. La isla tiene una superficie aproximada de 74,10 hectáreas y presenta una longitud de unos 1290 m, en sentido norte-sur, y 1350 metros de anchura máxima de suroeste a noreste. La mayor altitud de la isla alcanza 160 m s. n. m. en el sector meridional.
La isla Los Chimús se encuentra bajo la influencia de las aguas frías de la corriente de Humboldt, es de terreno agreste sin presencia de vegetación, formada por rocas oscuras con manchas blanquecinas de arena y guano de las aves marinas. Hacia el sur de la isla se hallan unos pequeños islotes y roqueríos que se extienden a lo largo de unos 750 metros en dirección suroeste y en las que revienta el mar.
En el sector septentrional de la isla se encuentra una pequeña ensenada abrigada de los vientos, poblada por una gran cantidad de conchas de abanico (Argopecten purpuratus). En ella se ha levantado una estación de investigación marina de la Universidad Nacional Federico Villarreal para estudios oceanográficos e hidrobiológicos.
El área marítima circundante de la isla Los Chimús constituye una importante zona pesquera, donde abundan varias especies de invertebrados marinos como cangrejo jaiva (Cancer porteri), caracol negro (Thais chocolata) y pulpo (Optopus mimus).